# Diana Ross (album 1970)
Diana Ross è il primo album in studio da solista della cantante statunitense Diana Ross, pubblicato dalla Motown nel 1970.

## Tracce
Side A
1. Reach Out and Touch (Somebody's Hand)
2. Now That There's You
3. You're All I Need to Get By
4. These Things Will Keep Me Loving You
5. Ain't No Mountain High Enough

Side B
1. Something on My Mind
2. I Wouldn't Change the Man He Is
3. Keep an Eye
4. Where There Was Darkness
5. Can't It Wait Until Tomorrow
6. Dark Side of the World